# Emilio Freixas
Emilio Freixas   (Barcelona, 28 de maig de 1899 - Barcelona, 19 de març de 1976) nom artístic d'Emilio Freixas Aranguren, fou un dibuixant de còmic, il·lustrador, publicista i escenògraf. Algunes de les seves obres en còmic foren; El Murcielago Humano, El Capitan Misterio, Sadhú i El Caballero sin Nombre. Va ser deixeble del pintor Emili Casals i Camps i mestre de dibuixants, amb el mètode Método de dibujo Freixas. És considerat un dels referents de l'escola realista de còmic a l'estat espanyol. Al llarg de la seva carrera va rebre diversos premis; el de Millor Dibuixant per la National Cartoonist Society de Nova York el 1947, Congrés Internacional de Nova York el 1952 i al Saló del Còmic de Lucca (Itàlia) el 1972.

## Biografia
Emilio Freixas, va néixer el 28 de maig del 1899. De molt jove va ser deixeble del pintor Emili Casals i Camps. Durant uns anys va treballar en un taller d'escenografia teatral, els seus pares treballaven al món del teatre, però a ell no l'atreia i el 1928 va començar a col·laborar com a il·lustrador a les revistes El hogar y la moda, Lecturas i Algo.
L'any 1935, després de col·laborar amb la revista Films Selectos l'editor Pablo Molina atret per l'elegància del seu grafisme, li va oferir de fer col·laboracions a la revista Mickey on va debutar com a autor de còmics adaptant al còmic i serialitzant novel·les de Jules Verne i Emilio Salgari. amb paral·lel al dibuix de còmics i en la il·lustració de llibres col·labora amb les editorials, Editorial Molino, Sucesor de E.Messeguer, Editorial Bruguera o Editorial Cisne.
El 1936 amb l'escalat de la guerra civil espanyola es va deixar d'editar la revista i no fou fins a la postguerra quan l'antic director de la revista Jose Maria Huartas Ventosa i essent col·laborador i guionista de la revista Chicos li va oferir de dibuixar els personatges de Chatillo i Federico, un d'ells amb uniforme de falangista del Frente de Juventudes. Aquests personatges, malgrat que tenien poc a veure amb l'uniforme que portaven, varen servir perquè el nou règim polític deixes de banda l'animadversió que tenien cap al dibuixant. Per l'editora de Chicos, Consuelo Gil va dibuixar còmics i va fer il·lustracions per Chiquito, Mis Chicas, Gran chicos. Va treballar amb guions de Huertas Ventosa, Torralbo Marín o Canellas Casals, en alguns títols que es varen fer molt populars a la seva època com El caballero sin nombre (1942), Sadhú (1944) El misterio del murcielago humano (1945) o Sir Black (1946).
Emilio Freixas va fundar la seva pròpia editorial amb el nom de Freixas y Cia el 1944, amb Ángel Puigmiquel i el seu fill Carlos Freixas, varen publicar els quaderns de còmic El Mosquito, l'editorial no va reeixir i tan sols se'n publicaren vuit números.
L'editorial Sucesor de E. Meseguer, va editar un gran nombre de làmines i llibres didàctics de dibuix i il·lustració entre el 1944 i el 1976. Algun dels títols foren Lecciones de dibujo atístico 4ª parte: Ilustración de historietas i cúentos (1947) o bé Historia Gráfica del Traje i Láminas De Dibujo Artístico. Aquest recull de llibres didàctics es va anomenar el Método Freixas.